# Economia do estado de São Paulo
A economia do estado de São Paulo é desenvolvida e detém o maior PIB entre os estados brasileiros, produzindo, em 2021, cerca de 3,130 trilhões de reais (31,1% do PIB nacional), e o terceiro maior PIB per capita (70.471 de reais). Sendo o estado mais rico e populoso do Brasil, é o seu principal centro financeiro e um dos principais centros do mundo. A terceira maior economia e o terceiro maior mercado consumidor da América Latina, ocupa a 21.ª posição no ranking das maiores economias do planeta, à frente de países como a Argentina, Bélgica, Chile e Singapura. Graças à sua enorme força econômica, São Paulo é conhecido como "a locomotiva do Brasil".
A economia paulista, desenvolvida e heterogênea, é alimentada por recursos naturais abundantes, uma infraestrutura bem desenvolvida, alta produtividade e uma mão de obra altamente qualificada, detém 70% da mão de obra qualificada do pais. Atualmente São Paulo é líder em vários setores da economia brasileira, notadamente no setor financeiro, concentrado na cidade de São Paulo, a qual contém mais de 30,5% das agências bancárias e 30% das operações de crédito no Brasil, além da B3, uma das cinco maiores bolsas de valores do mundo. Na agropecuária, destaca-se como um dos maiores produtores do país, sendo o maior produtor mundial de suco de laranja, açúcar e etanol, e também se posiciona entre os principais produtores de alimentos industriais do mundo, detendo cerca de 35,5% da produção industrial de alimentos nacional. Na indústria, destaca-se como a mais moderna e variada da América Latina, a qual apresenta uma forte base tecnológica, possuindo o maior parque industrial e concentrando 36% da produção brasileira; destacam-se a indústria automobilística, sendo o berço da indústria automobilística no Brasil, o 15.º maior produtor de veículos do mundo, centralizando mais de 41% das fábricas do complexo automotivo nacional; a indústria aeroespacial e defesa, a qual é o maior polo aeroespacial da América Latina. Outros setores importantes que também encontram-se em posição de liderança no país são os de pesquisa e desenvolvimento, saúde e ciências da vida, mercado imobiliário, energia, tecnologia da informação e comunicação (TIC), petróleo e gás natural, economia verde, dentre outros.
Localizado na Região Sudeste, a segunda menor do país em extensão territorial, o Estado de São Paulo faz fronteira com dois dos três outros estados da Região, Minas Gerais e Rio de Janeiro, e com Paraná a sul e Mato Grosso do Sul a oeste, além do Oceano Atlântico a sudeste. A unidade federativa oferece uma ótima infraestrutura logística para investimentos, devido às boas condições e extensão de sua malha rodoviária, bem como por sua infraestrutura hidroviária, portuária e aeroportuária. A interligação dessas malhas permite um eficiente sistema de transporte multimodal. De acordo com uma pesquisa realizada pela Confederação Nacional dos Transportes (CNT), 19 das 20 melhores rodovias do Brasil estão localizada no estado, sendo, assim, a melhor malha rodoviária do país, apresentando 81,6% de sua extensão classificados como ótimo ou bom. Além disso, detém o maior e principal porto brasileiro – um dos principais do mundo – e o maior complexo portuário da América Latina: o Porto de Santos; e o maior e segundo mais movimentado aeroporto da América Latina, o Aeroporto de São Paulo-Guarulhos. Em 2018, o estado exportou cerca de 52,3 bilhões de dólares, o que representou 21,8% das exportações brasileiras. Dentre seus maiores mercados consumidores, estão a Associação Latino-Americana de Integração (Aladi), para a qual exportou 30,23%; o Acordo de Livre Comércio da América do Norte (NAFTA), 22,47%; Mercosul, 15,96%. Com relação a países, os Estados Unidos se destaca com 17,36% dos produtos exportados, seguido da China, com 12,46%. No que tange às importações, os dois países permanecem como os principais parceiros, porém com a ordem inversa: o último responde por 18,72% do valor das importações paulistas, enquanto os Estados Unidos, 17,43%; a Alemanha representa 9,41%.
A arrecadação de ICMS de São Paulo é a maior do país. Em 2012 foi de R$ 109 103 539 mil ou 33,4% de toda a arrecadação dos estados brasileiros. A receita bruta do estado gerou algo em torno de 550 bilhões de dólares na paridade de poder de compra. 
Apesar de continuar a crescer economicamente, o estado de São Paulo vem perdendo parte de sua participação no PIB nacional devido, evidentemente, ao desenvolvimento dos outros estados. Em 1990 o estado respondia por 37,3% do produto interno bruto do Brasil. Em 2008, a participação na produção total de bens e serviços do país foi de 33,1%. Em 2009, a participação foi de 33,5%, caindo novamente para 33,1% em 2010 e 32,1% em 2013 e subindo para 32.2% em 2014.
São Paulo é responsável por 28,6% dos produtos industrializados fabricados no Brasil. A participação no PIB industrial nacional reduziu desde 2010, quando era responsável por 32,1% do total. Em relação ao PIB do estado, a indústria responde por 22,9%. Em 2016, era o estado com mais bilionários, 71 dos 165 do Brasil.
Com o COVID-19, a economia do país desacelerou, enquanto o estado apresentou um aumento acima da média nacional, que recuou 4,1%,

## Origens

### Chegada dos portugueses no Brasil e o processo de colonização
Desde cerca de 12000 AEC, o território do atual Estado de São Paulo já era habitado por povos indígenas. Seu litoral foi invadido por povos do tronco linguístico tupi procedentes da Amazônia por volta do ano 1000. Deste modo, no século XVI, quando se iniciou o processo de colonização do estado de São Paulo com a chegada de navegadores portugueses e espanhóis ao território brasileiro, os indígenas majoritários da região eram os tupinambás, tupiniquins, tamoios, carijós e outros, no litoral; e povos do tronco linguístico macro-jê, no interior.

## Indústrias
A indústria é a principal característica da economia paulista. Depois da crise de 1929, em Nova Iorque, o café deu lugar às indústrias, que fizeram São Paulo permanecer na liderança da indústria nacional até hoje. O estado supera a produção industrial do Rio de Janeiro, de Minas Gerais e a do Rio Grande do Sul. Seus principais polos industriais são:

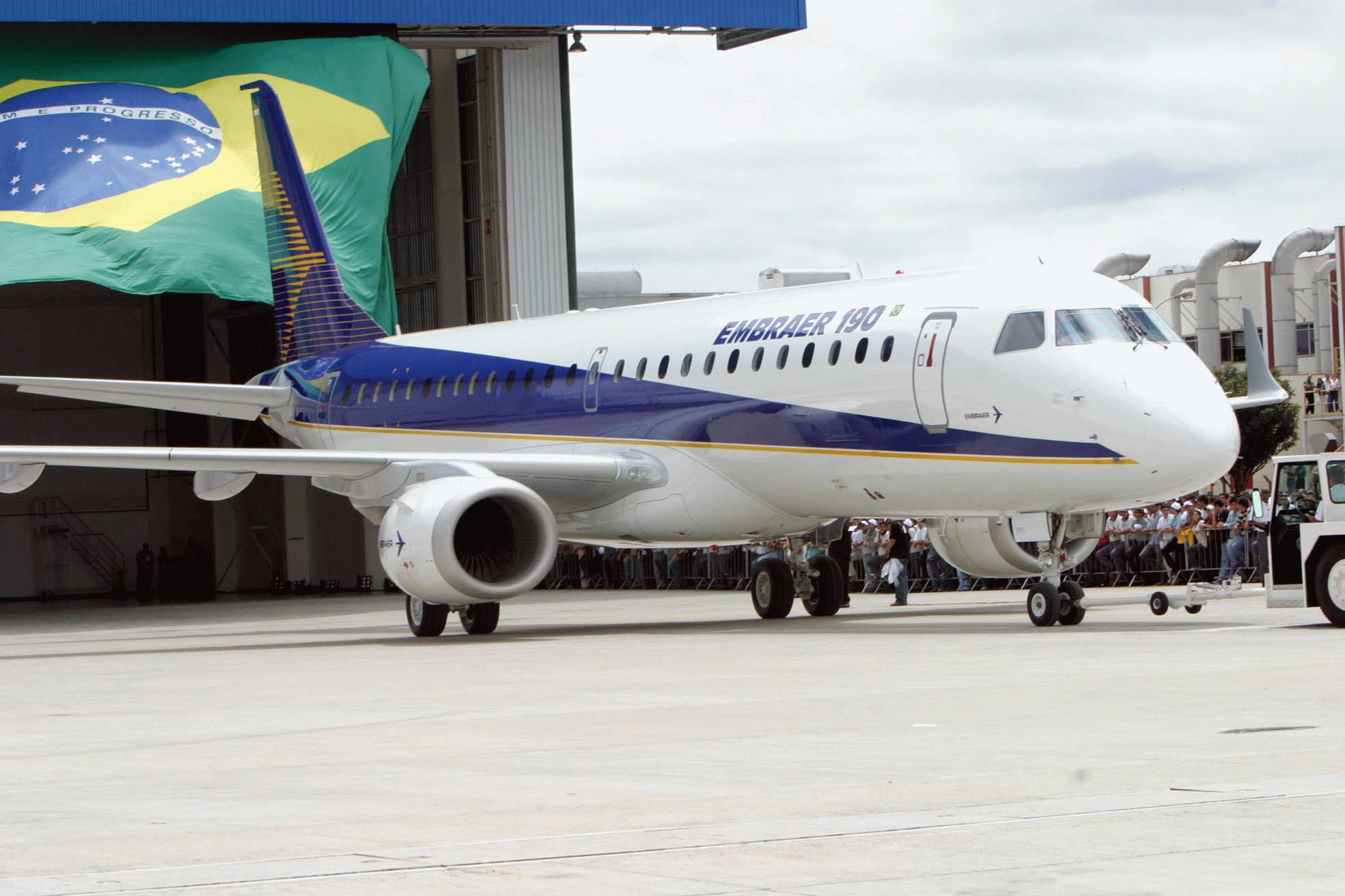
Embraer E-190, jato desenvolvido pela empresa Embraer que está sediada em São José dos Campos.

- Região Metropolitana de São Paulo;  maior polo de riqueza nacional, a região possui um polo industrial extremamente diversificado com indústrias de alta tecnologia e indústrias automobilísticas, situadas principalmente na região do ABC. Atualmente a metrópole está passando por uma transformação econômica, deixando seu forte caráter industrial e passando para o setor de serviços.
- Vale do Paraíba; possui indústrias do ramo aeroespacial, como a Embraer, indústrias automobilísticas nacionais, como a Volkswagen e a General Motors e indústrias de alta tecnologia. Também estão presentes as indústrias de eletroeletrônicos, têxtil e química.
- Região Metropolitana de Campinas; conhecida como "Vale do Silício brasileiro",[18] devido à grande concentração de indústrias de alta tecnologia, como a Lucent Technologies, IBM, Compaq e Hewlett-Packard (HP), pricipalmente nas cidades de Campinas, Indaiatuba e Hortolândia, a região possui um forte e diversificado polo industrial, com indústrias automobilísticas, indústrias petroquímicas como a REPLAN, em Paulínia e indústrias têxteis, especialmente nas cidades de Americana, Nova Odessa e Santa Bárbara d'Oeste.[19]
- Mesoregião de Araraquara, situada na Região Administrativa Central; onde se localizam as cidades de Araraquara, Matão  e São Carlos , constitui um importante polo de alta tecnologia e agro Industria , com indústrias de diferentes áreas, como a fábrica de Suco da Cutrale, Meias Lupo, Metalurgica IESA, Randon, Embraer, Baldan, Marchesan, Citrosuco, Volkswagen motores, Faber-Castell, Electrolux, Tecumseh e Husqvarna.
- Mesorregião de Piracicaba; situada ao lado da Região Metropolitana de Campinas, ali se localizam importantes municípios como Piracicaba, popularmente conhecida como a "Florença Paulista",[carece de fontes?] Limeira e Rio Claro. Essa região é internacionalmente conhecida pela presença de empresas que produzem biotecnologia, além da produção de biocombustíveis. Piracicaba destaca-se pelo cultivo e inovação na produção de cana de açúcar, sendo a região que lança todas as tendências do setor, bem como umas das sedes administrativas da maior produtora de açúcar e álcool do Brasil, e uma das maiores do mundo, a Raízen, do Grupo Cosan.[carece de fontes?]
- Mesorregião de Ribeirão Preto; situada no norte e nordeste do estado, onde se localizam as cidades relevantes de Ribeirão Preto, Franca, Sertãozinho, Barretos, Bebedouro, Jaboticabal, entre outras, constitui um importante polo com indústrias de diferentes áreas, como a fábrica da Coca-Cola, Nestlé, 3M, AMBEV, Cargill, International Paper e Netafim. Outros setores se destacam na região, tais como produção de alimentos e bebidas; indústrias da área de saúde; papel, papelão e gráfica; metalúrgica, têxtil, vestuário e calçados. Da principal fonte de renda do setor primário, a cana-de-açúcar, se retira a matéria prima para fabricação do álcool e do açúcar, sendo que é um dos maiores polos produtores destes produtos no estado de São Paulo.
- Polo Automotivo de São Paulo;[20] foi em São Paulo que a indústria de carros começou no Brasil, e atualmente o polo localizado principalmente no interior do estado de São Paulo, representa 43% das fábricas industriais dedicadas a montagem de auto veículos, máquinas rodoviárias, motores e componentes do país, abrigando empresas como Caoa Chery, Caterpillar, CNH Industrial, Ford, General Motors (Chevrolet), Honda, Hyundai, John Deere, Komatsu, Mercedes-Benz, Scania, Toyota, Valtra, Volkswagen e Volvo. O polo tem mais de 50,00% do pessoal ocupado no segmento de fabricação e montagem de veículos automotores, reboques e carrocerias nacional, e também responde por cerca de 45% de todos os veículos automotores produzidos no país além de ter a maioria das empresas de autopeças do Brasil.

## Agropecuária

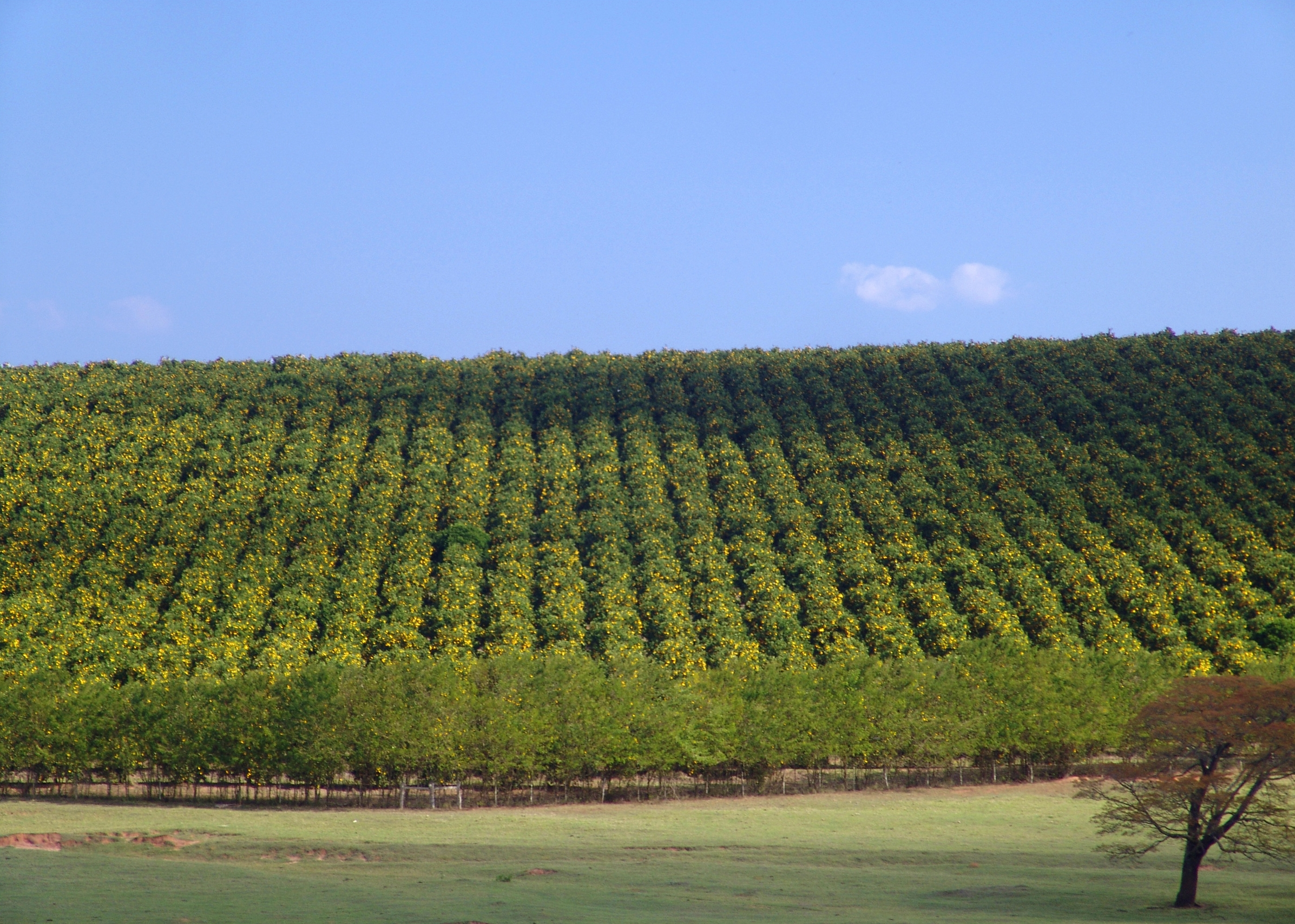
Laranjal na cidade paulista de Avaré

As principais características da agropecuária paulista são a variedade e a qualidade. Em 2017, a renda gerada pelo setor em São Paulo correspondeu a 10,14% da atividade agropecuária nacional, segundo o Instituto Brasileiro de Geografia e Estatística (IBGE) e a Fundação Sistema Estadual de Análise de Dados (Seade) – (2017)
Os dois maiores destaques agriculturais do estado são a cana de açúcar e a laranja. Em 2019, São Paulo produziu 425.617.093 toneladas de cana de açúcar. A produção paulista equivale a 56,5% da produção brasileira de 752.895.389 toneladas, supera a produção da Índia (2º maior produtor mundial de cana) de 2019 (que foi de 405.416.180 toneladas) e equivaleu à 21,85% da produção mundial de cana no mesmo ano (1.949.310.108 toneladas). Com isso, se torna um grande produtor e exportador de etanol e açúcar. Em 2019, São Paulo produziu 13.256.246 toneladas de laranja. A produção paulista equivale a 78% da produção brasileira de 17.073.593 toneladas, supera a produção da China (2º maior produtor mundial de laranja) de 2019 (que foi de 10.435.719 toneladas) e equivaleu à 16,84% da produção mundial de laranja no mesmo ano (78.699.604 toneladas). É em grande parte exportada na forma de suco. Também se destaca por produzir 90% do amendoim do país, que é em parte exportado; 85% do limão; além de ser o maior produtor brasileiro de banana, tangerina e caqui, o 2º maior de batata, cenoura e morango; o 3º maior de café e mandioca; e tem produções consideráveis de soja e milho.
A atividade pecuária tem uma participação significativa em São Paulo. A produção do agronegócio relativa ao segmento somou R$48 bilhões em 2017. As áreas de criação de bovinos paulistas produziram R$ 7,8 bilhões em gado, isso é, 10,33% do produzido no Brasil. O setor de ovos, por exemplo, participou com 23,35% da produção brasileira, em termos monetários isso significou uma produção de R$ 3,4 bilhões.
Segundo dados do IEA, o valor da produção de carne de frango no Estado de São Paulo em 2018 foi de R$3,7 bilhões, ocupando a quinta colocação no ranking no Valor da Produção Agropecuária Estadual, atrás dos valores de cana-de-açúcar, carne bovina, laranja para indústria e soja, havendo um decréscimo de 4,6% em relação ao ano de 2017. A produção da carne de frango em 2018 foi de 1,34 milhão de toneladas, uma perda de 11,1% sobre 2017.
A suinocultura paulista enfrenta problemas de difícil resolução, como falta de escala na produção, custos de produção elevados, concorrência com outras atividades agropecuárias de maior rentabilidade e falta de aptidão cooperativista, mencionando somente alguns. Soma-se a estes problemas a concorrência pelo consumidor que, quando tem restrições orçamentárias na aquisição de alimentos, escolhe a carne de frango pelo preço e, quando não tem, escolhe carne bovina pela preferência. O que resulta destes fatores é o crescente desestímulo aos suinocultores em permanecer na atividade em que a produção é insuficiente e praticamente toda consumida no próprio estado.

## Energia
O estado de São Paulo, sendo o mais industrializado estado da federação, é o maior produtor e também consumidor de energia nacional.[carece de fontes?] São Paulo possui mais usinas hidrelétricas do que qualquer outro estado, contando também com uma usina termoelétrica, conhecidas também por serem as maiores da América Latina.[carece de fontes?]

## História
Pode-se considerar que a história econômica paulista começa com o ciclo do café iniciado na segunda metade do século XIX (durante o período da Primeira Republica o estado também teve uma relevante expansão industrial). Este ciclo perdura até a crise da bolsa de valores de Nova Iorque em 1929. A decadência da cafeicultura provoca a transferência do capital para a indústria, que pôde desenvolver-se apoiada no mercado consumidor e na mão-de-obra disponível no estado. Esta primeira fase da industrialização ocorre no contexto econômico brasileiro da substituição de importações.
O período de maior crescimento da indústria do estado ocorre no mandato de Juscelino Kubitschek, que promoveu a internacionalização da economia brasileira, trazendo a São Paulo (principalmente à região do ABC) a indústria automobilística.

## Finanças
A Bolsa de Valores, Mercadorias e Futuros de São Paulo, em setembro de 2010, tornou-se a segunda maior bolsa de valores do mundo, em valor de mercado.